# بليتش: قصيدة الجحيم
بليتش: قصيدة الجحيم 劇場版BLEACH 地獄篇 (بوريتشو جيغوكو هين) هو الفيلم الرابع من سلسلة بليتش. الفيلم من إخراج نوريوكي أبيه وسيناريو ناتسوكو تاكاهاشي وأكوبو ماساهيرو ويشرف تايت كوبو على الفيلم. شارة الفيلم الموسيقى من أداء تاكانوري نيشيكاوا بعنوان «أنقذ الفرد، أنقذ الجماعة».
عُرض الفيلم بدور العرض اليابانية 4 ديسمبر 2010. أُعلن عن حلقة تقديمية للفيلم بعنوان احتفال افتتاحية المسرح! فصل الجحيم: مقدمة وعُرضت خلال الموسم الرابع عشر من المسلسل على تلفاز طوكيو في 30 نوفمبر 2010. ونُشر فصل مانغا دعائي بعنوان الخيالي رقم 01: غير المغفورون وتعرض شورين يواجه سايل أبورو غرانس وآرونيرو أرورويرو في الجحيم. بالإضافة إلى ذلك، أُصدر كتاب معلومات بعنوان بليتش: كتاب الدعوة الرسمي لقصيدة الجحيم للترويج للفيلم. أُصدر الدي في دي في اليابان في 23 أغسطس 2011.

## القصة
يبدأ الفيلم بملخص لمعركة إيتشيغو كوروساكي مع ألوكيورا في الهيوكو موندو، وتحوله إلى مجوف قوي ولا يمكن السيطرة عليه. قبل فترة من خسارة إيتشيغو لقوته، يصل رينجي أباراي وروكيا كوتشيكي إلى عالم البشر للتحري عن حادثة غامضة والتي لا تزال مبهمة لهما. بعد فترة قصيرة، تظهر أرواح مقنعة قوية وتهاجم إيتشيغو والآخرين في المدرسة. وعندما ينكسر قناع أحدهم، تظهر بوابات الجحيم وكوشانادا - أحد حراس الجحيم - يطعن الروح غير المقنعة ويسحبها إلى الجحيم. ويُكتشف أن تلك الأرواح المقنعة هم مذنبون (توغابيتو في النسخة اليابانية) ويخفون وجوههم لتجنب عودتهم إلى الجحيم. أثناء المعركة، يهاجم شورين - قائد المذنبين - أختي إيتشيغو يوزو وكارين. يتمكن إيتشيغو من العودة في الوقت المناسب، ويهاجم شورين ولكنه غير قادر على هزيمته. كوكوتو - مذنب ليس متحالفًا مع شورين - ينقذ كارين ولكن شورين ينجح في الرحيل مع يوزو. يعرض كوكوتو المساعدة على إيتشيغو ويريه الطريق إلى الجحيم ويقرر أوريو إيشيدا مع روكيا ورينجي الانضمام للمهمة.

## شخصيات جديدة
- شورين (朱蓮؟)

أداء صوتي: تورو فورويا
قائد المذنبين (مينوس كوكوتو) قد خطف يوزو ليأتي بإيتشيغو إلى الجحيم ليتمكن من استخدام قواه المجوفة ليحطم بوابات الجحيم حتى يتمكن من السيطرة على عالم الأحياء.
- كوكوتو (黒刀؟)

أداء صوتي: كازويا ناكاي
مذنب يدعي أنه ملعون بسبب انتقامه لأخته وهو الغريم الرئيسي للفيلم، وقد أحيته معركة مجوف إيتشيغو وألوكيورا شيفر.
- غونجو (群青؟)

أداء صوتي: ماساكي أيزاوا
مذنب لديه قدرة تجديد المخالب في ذراعه.
- غاروغاي (我緑涯؟)

أداء صوتي: كيكو ساكاي
مذنب أبله قوي يخدم شورين.
- تايكون (太金؟)

أداء صوتي: كوزو شيويا
مذنب بدين يستطيع صناعة أفواه على جسده ليمتص هجمات العدو.
- موراكومو (紫雲؟)

أداء صوتي: بينبين تاكاوكا
مذنب يستخدم سيف ثلاثي الجوانب أثناء الهجوم.

## طاقم العمل
| الشخصية                     | مؤدي الصوت الياباني |
| --------------------------- | ------------------- |
| إيتشيغو كوروساكي            | ماساكازو موريتا     |
| روكيا كوتشيكي               | فوميكو أوريكاسا     |
| رينجي أباراي                | كينتارو إيتو        |
| أوريو إيشيدا                | نورياكي سوغياما     |
| أوريهيمي إينوي              | يوكي ماتسوكا        |
| ياستورا سادو                | هيروكي ياسوموتو     |
| كيغو أسانو                  | كاتسويوكي كونيشي    |
| ميزويرو كوجيما              | جون فوكوياما        |
| تاتسوكي أريساوا             | جونكو نودا          |
| إيشين كوروساكي              | توشيوكي موريكاوا    |
| يوزو كوروساكي               | أيومي سينا          |
| كارين كوروساكي              | ريه كوغيميا         |
| جينريوساي شيغيكوني ياماموتو | ماساكي تسوكادا      |
| بياكويا كوتشيكي             | ريوتارو أوكيايو     |
| توشيرو هيتسوغايا            | رومي باكو           |
| جوشيرو أوكيتاكي             | هيديو إيشيكاوا      |
| رانغيكو ماتسوموتو           | كايا متسوتاني       |
| كوكوتو                      | كازويا ناكاي        |
| شورين                       | تورو فورويا         |
| غونجو                       | ماساكي أيزاوا       |
| غاروغاي                     | كيكو ساكاي          |
| تايكون                      | كوزو شيويا          |
| موراكومو                    | بينبين تاكاوكا      |

## وصلات خارجية
- الموقع الرسمي
 (باليابانية)
- بليتش: قصيدة الجحيم (فيلم) في شبكة أخبار الأنمي (بالإنجليزية)
- بليتش: قصيدة الجحيم على موقع IMDb (الإنجليزية)
- بليتش: قصيدة الجحيم على موقع نتفليكس (الإنجليزية)
- بليتش: قصيدة الجحيم على موقع ألو سيني (الفرنسية)
- بليتش: قصيدة الجحيم على موقع أول موفي (الإنجليزية)
- بليتش: قصيدة الجحيم على موقع فيلمافينيتي (الإسبانية)
- بليتش: قصيدة الجحيم على موقع قاعدة بيانات الفيلم (الإنجليزية)
- بليتش: قصيدة الجحيم على موقع ليتربوكسد (الإنجليزية)
- بليتش: قصيدة الجحيم على موقع كينوبويسك (الروسية)
- بليتش: قصيدة الجحيم على موقع ANN anime (الإنجليزية)

 (بالإنجليزية)